# ریشارد هوشکه
ریشارد هوشکه (انگلیسی: Richard Huschke; ۶ اوت ۱۸۹۳ – ۱۱ ژانویهٔ ۱۹۸۰) دوچرخه‌سوار اهل آلمان بود.